# Ostrava Open 1998 - Qualificazioni doppio
Le qualificazioni del doppio  dell'Ostrava Open 1998 sono state un torneo di tennis preliminare per accedere alla fase finale della manifestazione. I vincitori dell'ultimo turno sono entrati di diritto nel tabellone principale. In caso di ritiro di uno o più giocatori aventi diritto a questi sono subentrati i lucky loser, ossia i giocatori che hanno perso nell'ultimo turno ma che avevano una classifica più alta rispetto agli altri partecipanti che avevano comunque perso nel turno finale.
Le qualificazioni del doppio del torneo Ostrava Open 1998 prevedevano 4 coppie partecipanti di cui una è entrata nel tabellone principale.

## Teste di serie
1. Petr Luxa /  Radek Štěpánek (primo turno)

1. Leoš Friedl /  Tomáš Krupa (primo turno)

## Qualificati
1. Andrij Medvedjev  /   Marat Safin

## Tabellone

### Legenda
| - Q = Qualificato - WC = Wild card - LL = Lucky loser | - ALT = Alternate - SE = Special Exempt - PR = Protected Ranking | - w/o = Walkover - r = Ritirato - d = Squalificato |

|  | Primo turno | Primo turno                  | Primo turno               | Primo turno | Primo turno |  |  | Ultimo turno                 | Ultimo turno                 | Ultimo turno                 | Ultimo turno | Ultimo turno |  |
|  |             |                              |                           |             |             |  |  |                              |                              |                              |              |              |  |
|  |             | David Škoch Radomír Vašek    | David Škoch Radomír Vašek | 6           | 7           |  |  |                              |                              |                              |              |              |  |
|  | 1           | Petr Luxa Radek Štěpánek     | Petr Luxa Radek Štěpánek  | 2           | 5           |  |  | David Škoch Radomír Vašek    | David Škoch Radomír Vašek    | David Škoch Radomír Vašek    | 2            | 2            |  |
|  |             | Andrij Medvedjev Marat Safin | 5                         | 6           | 6           |  |  | Andrij Medvedjev Marat Safin | Andrij Medvedjev Marat Safin | Andrij Medvedjev Marat Safin | 6            | 6            |  |
|  | 2           | Leoš Friedl Tomáš Krupa      | 7                         | 1           | 4           |  |  |                              |                              |                              |              |              |  |